# Éric Charden
Éric Charden, nome d'arte di Charden Jacques Andre Gilbert, anche noto con lo pseudonimo di Bryan Mu (Haiphong, 15 ottobre 1942 – Parigi, 29 aprile 2012), è stato un cantante, cantautore e scrittore francese, nato in Vietnam.

## Biografia
Nato durante la seconda guerra mondiale nell'allora Indocina, da padre francese e madre tibetana, Charden ha trascorso i primi anni di vita in Vietnam per poi lasciare il paese per Marsiglia assieme alla madre, mentre il padre, ingegnere e dirigente dei porti di Francia oltremare, restava nel sud-est asiatico.
Dopo aver conseguito il diploma liceale si è trasferito a Parigi per proseguire gli studi. Qui, tuttavia, ha deciso di dedicarsi completamente alla sua grande passione, la musica.
Ha collaborato con Annie Gautrat, alias Stone, con cui formò il duo Stone et Charden, che sposò nel 1966 e da cui si separò nel 1975..
È stato l'autore di una canzone di grande successo del 1967, Le monde est gris, le monde est bleu (Il mondo è grigio, il mondo è blu), scritta assieme al connazionale Jacques Bulostin, più conosciuto come Monty, adattata per la versione italiana da Bruno Lauzi e Giorgio Calabrese e portata al successo da Nicola Di Bari e Mina che ne ha incluso una propria versione nell'album Signori... Mina! vol. 3.
Un altro suo brano molto conosciuto è Sauve moi inciso in cover dalla cantante Nada per album eponimo nel 1969.
Nel 1971 ha partecipato alla Mostra Internazionale di Musica Leggera.
Per il cinema, Charden è apparso, nella parte di se stesso, nel film Crepa padrone, tutto va bene.
Charden è morto domenica 29 aprile 2012 a causa del linfoma di Hodgkin di cui soffriva dal 2010.

### Vita privata
Ha avuto tre figli: Baptiste dalla sua prima moglie e compagna d'arte Annie Gautrat, in arte Stone; Maxime, nato dall'unione con Pascale Rivault, e Nolwenn, nata nel 1998 da Bénédicte, a quel tempo sua compagna..
Si è risposato nel giugno 2001 con Gabrielle.

## Discografia

### Album
- 1964 – J'ai la tête pleine de Provence (Véga)
- 1965 – Amour limite zéro (Decca)
- 1968 – Le monde est gris, le monde est bleu (Decca)
- 1969 – La Chine (Decca)
- 1970 – L'enfant aux soldats (Decca)
- 1974 – 14 ans, les Gauloises (Charles Talar Records / Discodis)
- 1976 – C'est boum la vie (Charles Talar Records / Discodis)
- 1977 – Pense à moi (AZ / Discodis)
- 1978 – Promène (Charles Talar Records / Discodis)
- 1980 – J't'écris (Charles Talar Records / Discodis)
- 1981 – Au milieu... (Charles Talar Records / Discodis)
- 1984 – D'amour (Carrère / MDM)
- 1992 – Je rocke ma vie (Flarenasch / Musidisc)
- 1995 – Indochine 42 (Arcade)
- 2002 – Le magnifique mensonge (Sun Records / Wagram)
- 2003 – J'suis snob (Sony Music Media)
- 2007 – Amalavague (Sterne)
- 2012 – Made in France (Warner France)

### Singoli
- 1963 - Le printaniste - À Nathalie/Les larmes - Dans le soleil
- 1963 - Toi - Quatre cent vingt et un/Symphonie en bleu - Casoar
- 1964 - J'ai la tête plaine de Provence; L'amour qui va, l'amour qui vient / La petite histoire; Je t'ai perdue
- 1964 - Et puis après; Les roses et les lilas / Ça fait du bruit; On se reverra
- 1965 - Les amoureux; Le temps passé / Ah que t'es belle Marie! ; Noë
- 1965 - Amour limite zéro; Juste pour quelques sous / 8 décembre / Question
- 1966 - À la une; Le retour / Ce n'est plus vrai; Je te veux
- 1966 - Claudie; S'il fallait / Pas question; Va-t'en de ma vie
- 1966 - Je ne fume pas; Il ne faut plus y penser / Insomnie; J'ai besoin d'elle
- 1967 - Monsieur Henri; L'homme de cristal / Sans coeur; Tante Agathe
- 1967 - Jolie Kassane; Je ne ressemble à personne / Marquée dans la main / Avec elle
- 1967 - Le monde est gris, le monde est bleu; Viva Mona / Le ballon rouge; Ave Maria
- 1968 - Si tu m'aimes; Comme une femme / La petite orange; Jolie Dolly
- 1968 - Il y a mille façons de dire je t'aime / Elle est partie
- 1968 - Soudain en plein été; La nuit je me souviens / Excuse-moi; L'homme à la guitare d'or
- 1969 - Sorrow is my name / Colour the world
- 1969 - Bienvenue / Et tu es née
- 1969 - Ciao Maria/Lili dit Lou
- 1969 - Papy mamy / C'est si haut
- 1970 - Et le visage qui voyage / Même l'amour
- 1970 - Yamaha / Sois gentille
- 1971 - Accroche ton wagon / Imagine le Gulf Stream
- 1975 - Elle sortait de l'ordinaire / Vieillir dans les années 75
- 1976 - J't'aime bien / Imagine
- 1978 - Lucie / La petite fille électrique
- 1978 - Pardonne (ou l'amour graffiti) / Je t'aime comme on aime un bébé
- 1979 - L'été s'ra chaud / J'aurais aimé être une femme
- 1979 - Allume / Sexy
- 1980 - Les mots qui m'font chanter / T'as un air de France
- 1981 - Lilas, lilas / Deux fils
- 1981 - Ça m'arrive encore / La terre est bleue comme une orange
- 1981 - On est tous des idoles / Coupable
- 1982 - T'as beau bronzer beau, t'as la marque du maillot / C'est la J...
- 1982 - L'adolescence / Mourir entre l'une et l'autre
- 1984 - Née pour l'aimer / L'élégance c'est chic
- 1985 - Essaye une fille / Chercheur d'or
- 1987 - J'la vois partout / Zoo
- 1987 - Épinglée en bleu / Juste au milieu
- ? : J't'ai tout donné / On était fait pour se marier, pour divorcer, faire des bébés à côté
- 1992 - (remix) Je rocke ma vie; Je rocke ma vie 2 / Je rocke ma vie (con Phil Manzanera, maxi CD)

## Composizioni

### Commedie musicali
- 1982: Mayflower
- 1982: L'Opéra vert
- 1982: Cinquième dimension

### Musiche per serie televisive animate
Charden ha composto le musiche ed interpretato canzoni delle serie televisive animate Albator, le corsaire de l'espace, San Ku Kaï e Onze pour une coupe, ed in particolare:
- 1979: Albator, le corsaire de l'espace
- 1979: La Bataille d'Albator
- 1980: Enfant, c'est le matin (Thème d'Eolia)
- 1980: San Ku Kaï
- 1980: San Ku Kaï: la guerre
- 1982: Onze pour une coupe
- 1999: Albator 2000

## Libri
- (FR)  Le Monde est gris, le monde est bleu, Paris, NM7 éditions, 2002 ISBN 9782913973336
- (FR)  La Baraque au néon, Paris, J. Attias, 2003 ISBN 9782913973381
- (FR)  De l'encre sur les doigts, éditions Didier Carpentier, 2012 ISBN 9782841677818 con Alain Vernassa